# پنجاه و دومین دوره جوایز اسکار
پنجاه و دومین دوره مراسم اعطای جوایز اسکار (انگلیسی: 52nd Academy Awards) در روز ۱۴ آوریل ۱۹۸۰ در دوروتی چندلر پاویون، لس‌آنجلس برگزار شد. در این مراسم بهترین فیلم‌های سال ۱۹۷۹ جهان به انتخاب آکادمی علوم و هنرهای تصاویر متحرک جایزه گرفتند.
جانی کارسون مجری این مراسم بود.

## جوایز
برندگان نخست و در حروف برجسته پررنگ فهرست شده‌اند
| جایزه اسکار بهترین فیلم | جایزه اسکار بهترین کارگردانی |
| --- | --- |
| - کرامر علیه کرامر - اینک آخرالزمان - اینطور چیزها - جدا شدن - نورما ری | - رابرت بنتون – کرامر علیه کرامر - فرانسیس فورد کوپولا – اینک آخرالزمان - باب فاس – اینطور چیزها - پیتر یاتز – جدا شدن - ادوارد مولینارو – قفسی برای دیوانگان |
| جایزه اسکار بهترین بازیگر نقش اول مرد | جایزه اسکار بهترین بازیگر نقش اول زن |
| - داستین هافمن – کرامر علیه کرامر - جک لمون – سندروم چین - آل پاچینو – و عدالت برای همه ... - روی شایدر – اینطور چیزها - پیتر سلرز – حضور | - سالی فیلد – نورما ری - جیل کلایبورگ – شروع دوباره - جین فوندا – سندروم چین - مارشا ماسون – بخش دوم - بت میدلر – رز |
| جایزه اسکار بهترین بازیگر نقش مکمل مرد | جایزه اسکار بهترین بازیگر نقش مکمل زن |
| - ملوین داگلاس – حضور - رابرت دووال – اینک آخرالزمان - فردریک فورست – رز - جاستین هنری – کرامر علیه کرامر - میکی رونی – اسب سیاه | - مریل استریپ – کرامر علیه کرامر - جین الکساندر – کرامر علیه کرامر - باربارا باری – جدا شدن - کندیس برگن – شروع دوباره - ماریل همینگوی – منهتن |
| جایزه اسکار بهترین فیلم‌نامه غیراقتباسی | جایزه اسکار بهترین فیلم‌نامه اقتباسی |
| - جدا شدن – استیو تسیچ - و عدالت برای همه ... – Valerie Curtin و بری لوینسون - اینطور چیزها – Robert Alan Aurthur و باب فاس - سندروم چین – Mike Gray, T. S. Cook و جیمز بریجز - منهتن – وودی آلن و مارشال بریکمن | - کرامر علیه کرامر – رابرت بنتون - اینک آخرالزمان – فرانسیس فورد کوپولا و جان میلیوس - قفسی برای دیوانگان – فرانسیس وبر، ادوارد مولینارو، Marcello Danon and ژان پوایه - A Little Romance – Allan Burns - نورما ری – Irving Ravetch و Harriet Frank, Jr. |
| Best Foreign Language Film | |
| - طبل حلبی (آلمان) - دوشیزگان ویلکو (لهستان) - Mama Turns a Hundred (اسپانیا) - A Simple Story (فرانسه) - To Forget Venice (ایتالیا) | |
| جایزه اسکار بهترین فیلم مستند | Best Documentary Short |
| - بهترین پسر – Ira Wohl - Generation on the Wind – David A. Vassar - Going the Distance – Paul Cowan and Jacques Bobet - The Killing Ground – Steve Singer and Tom Priestley - The War at Home – Glenn Silber and بری الکساندر براون | - Paul Robeson: Tribute to an Artist – Saul J. Turell - Dae – Risto Teofilovski - Koryo Celadon – Donald A. Connolly and James R. Messenger - Nails – Phillip Borsos - Remember Me – Dick Young |
| جایزه اسکار بهترین فیلم کوتاه | جایزه اسکار بهترین پویانمایی کوتاه |
| - Board and Care – Sarah Pillsbury and Ron Ellis - Bravery in the Field – رومن کرویتر and Stefan Wodoslawsky - Oh Brother, My Brother – Carol Lowell and Ross Lowell - The Solar Film – سال بس and Michael Britton - Solly's Diner – Harry Mathias, Jay Zukerman and لری هانکین | - Every Child – Derek Lamb - Dream Doll – Bob Godfrey - It's So Nice to Have a Wolf Around the House – Paul Fierlinger |
| جایزه اسکار بهترین موسیقی فیلم | جایزه اسکار بهترین موسیقی فیلم |
| - A Little Romance – ژرژ دلرو - پیشتازان فضا: فیلم – جری گلدسمیت - قهرمان – دیو گروسین - ۱۰ – هنری مانچینی - The Amityville Horror – لالو شیفرین | - اینطور چیزها – رالف برنز - جدا شدن – پاتریک ویلیامز - The Muppet Movie – Song by پال ویلیامز و کنت آشر; Adaptation by پال ویلیامز |
| جایزه اسکار بهترین تدوین صدا | Best Sound Mixing |
| - اسب سیاه – Alan Splet | - اینک آخرالزمان – والتر مرچ، Mark Berger, Richard Beggs و Nat Boxer - ۱۹۴۱ – Robert Knudson, Robert Glass, Don MacDougall و Gene Cantamessa - شهاب‌وار – William McCaughey, Aaron Rochin, Michael J. Kohut و Jack Solomon - The Electric Horseman – Arthur Piantadosi, Les Fresholtz, Michael Minkler و Al Overton, Jr. - رز – Theodore Soderberg, Douglas O. Williams, Paul Wells و Jim Webb                                                     |
| جایزه اسکار بهترین طراحی صحنه | جایزه اسکار بهترین فیلمبرداری |
| - اینطور چیزها – Art Direction: Philip Rosenberg و Tony Walton; Set Decoration: Edward Stewart و Gary Brink - سندروم چین – Art Direction: George Jenkins; Set Decoration: Arthur Jeph Parker - پیشتازان فضا: فیلم – Art Direction: Harold Michelson, Joe Jennings, Leon Harris و John Vallone; Set Decoration: Linda DeScenna - بیگانه – Art Direction: Michael Seymour, Les Dilley و راجر کریستین; Set Decoration: Ian Whittaker - اینک آخرالزمان – Art Direction: دین تاوولاریس و Angelo Graham; Set Decoration: George R. Nelson | - اینک آخرالزمان – ویتوریو استورارو - کرامر علیه کرامر – نستور آلمندروس - ۱۹۴۱ – ویلیام ای. فراکر - The Black Hole – Frank Phillips - اینطور چیزها – جوزپه روتونو |
| جایزه اسکار بهترین طراحی لباس | جایزه اسکار بهترین ترانه |
| - اینطور چیزها – آلبرت وولسکی - The Europeans – Judy Moorcroft - آگاتا – Shirley Russell - Butch and Sundance: The Early Days – William Ware Theiss - قفسی برای دیوانگان – پی‌یرو تسی و Ambra Danon | - "It Goes Like It Goes" from نورما ری – Music by دیوید شایر; Lyrics by نورمن گیمبل - "I'll Never Say Goodbye" from تعهد – Music by دیوید شایر; Lyric by الن برگمن و الن برگمن - "It's Easy to Say" from ۱۰ – Music by هنری مانچینی; Lyric by Robert Wells - "Rainbow Connection" from The Muppet Movie – Music and Lyric by پال ویلیامز و کنت آشر - "Through the Eyes of Love" from Ice Castles – Music by ماروین هملیش; Lyric by کارول بیر سیجر |
| جایزه اسکار بهترین تدوین | جایزه اسکار بهترین جلوه‌های تصویری |
| - اینطور چیزها – الن‌هایم - اسب سیاه – رابرت دالوا - کرامر علیه کرامر – Jerry Greenberg - اینک آخرالزمان – ریچارد مارکز، والتر مرچ، جرالد بی. گرینبرگ و لیسا فروکتمن - رز – Robert L. Wolfe and C. Timothy O'Meara | - بیگانه – هانس رودولف گیگر، کارلو رمبالدی، Brian Johnson, Nick Allder و Dennis Ayling - The Black Hole – Peter Ellenshaw, Art Cruickshank, Eustace Lycett, Danny Lee, Harrison Ellenshaw and Joe Hale - ۱۹۴۱ – ویلیام ای. فراکر، A. D. Flowers and Gregory Jein - مون‌ریکر – Derek Meddings, Paul Wilson و John Evans - پیشتازان فضا: فیلم – داگلاس ترامبل، John Dykstra, Richard Yuricich, Robert Swarthe, Dave Stewart و Grant McCune           |

### جایزه اسکار افتخاری
- Hal Elias
- الک گینس

### Medal of Commendation
- جان او. آلبرگ, Charles G. Clarke and John G. Frayne

### جایزه بشردوستانه ژان هرشولت
- Robert Benjamin

### جایزه اسکار یادبود ایروینگ جی. تالبرگ
- ری استارک